# Luthersk ortodoxi
Luthersk ortodoxi var en historisk utveckling inom lutherdomen, där ett dogmatiskt system utvecklades, främst till försvar mot angrepp från romersk-katolskt motreformationsarbete. Detta system baserade sig på luthersk skolastik, vilket återinförde aristotelisk metafysik. Under den lutherska ortodoxin framställdes talrika publikationer med dogmatiska system. Antagandet av Konkordieboken 1580 anger ortodoxins startpunkt.
Den lutherska ortodoxin indelas i tre faser: tidigortodoxin (1580–1600), högortodoxin (1600–1685) och senortodoxin (1685–1730). Under den sista fasen kom ortodoxin i konflikt med pietismen, och kom så småningom ur mode. Från ca 1750 började neologiska tendenser istället göra sig gällande i Svenska kyrkan.